# 2А24
У-8ТС (Індекс ГРАУ — 2А24) — радянська дослідна нарізна танкова гармата. Розроблена у Свердловському ДКБ-9. Серійно не вироблялась.

## Історія створення
Розробка гармати Д—54 була розпочата 12 вересня 1952 року відповідно до постанови Ради Міністрів СРСР № 4169-1631. Гармата мала стати відповіддю на 105-мм англійську танкову гармату L7 і замінити 100-мм танкову гармату Д-10Т. Роботи велися ОКБ-9 Свердловського Артилерійського заводу № 9 під керівництвом Ф. Ф. Петрова. Для розробки і випробувань боєприпасів в 1953 році була виготовлена балістична установка гармати. До березня 1954 року було виготовлено дослідний зразок Д—54, а в червні 1954 року було завершено етап технічного проекту, в ході якого була розроблена гармата Д—54 з використанням стабілізатора «Веселка». Дослідний зразок гармати Д—54 був встановлений в дослідний середній танк «Об'єкт 141». Випробування гармати проходили в складі танка і тривали до 1955 року. За результатами випробувань, стабілізатор «Веселка» на озброєння прийнятий не був.
Після усунення зауважень, отриманих на випробуваннях першого зразка Д—54, до 30 червня 1955 року Завод №9 виготовив другий дослідний зразок. Замість «Райдуги» був розроблений і виготовлений стабілізатор «Блискавка», після чого гарматі було присвоєно заводське позначення Д—54ТС. До вересня 1955 року для Заводу № 183 були виготовлені три зразки Д—54ТС для установки в дослідний середній танк «Об'єкт 140».
У 1958 році ще три гармати Д—54ТС були виготовлені і встановлені в дослідні зразки середнього танка «Об'єкт 165». У лютому 1960 року було закінчено повторні полігонно—військові випробування. В ході випробувань гармата була модернізована. Змінам піддалася крутизна нарізів ствола, збільшено міцність, а також встановлено новий стабілізатор озброєння «Комета». Гармата отримала заводське позначення У—8ТС.
12 серпня 1961 року гармата У—8ТС була прийнята на озброєння в складі середнього танка «Об'єкт 165». Танку було присвоєно позначення Т—62А, а гарматі привласнений індекс ГРАУ 2А24. Однак серійне виробництво танка Т—62А так і не почалося. Причиною стало рішення Міністерства оборони про необхідність скорочення номенклатури використовуваних боєприпасів. Крім того як контраргумент використовувалося наявність у 2А24 дульного гальма, який знижував влучність машини, а також при пострілі в снігових і піщаних умовах піднімав хмара пилу або снігу, які демаскували танк, засліплювали його оглядові прилади. 29 червня 1962 року було випущено постанову Ради Міністрів СРСР № 652-268, яка наказувала згорнути всі роботи над гарматою 2А24 «в зв'язку з розробкою більш перспективних зразків».

## Боєприпаси і балістика
| Таблиця ТТХ пострілів, які використовують для стрільби з гармати 2А24 |                  |             |                 |                                  |                   |
| Тип пострілу                                                          | Вага снаряда, кг | Вага ВР, кг | Вага заряду, кг | Початкова швидкість снаряда, м/с | Бронепробиття, мм |
| Бронебійні підкаліберні снаряди                                       |                  |             |                 |                                  |                   |
| Бронебійний підкаліберний                                             | 6,5              | —           | 8,3             | 1535                             | 310               |
| Кумулятивний                                                          |                  |             |                 | 1000                             | 400               |
| Осколково-фугасний                                                    | 15,88            | 1,46        |                 | 900                              | —                 |

| Таблиця бронепробиття бронебійним підкаліберним снарядом для Д-54ТС |      |      |      |
| Кут нахилу, град \ Дальність, м | 1000 | 2000 | 3000 |
| 0 | 310  | 290  | 270  |
| 30 | 300  | 280  | 260  |
| 60 | 122  | 108  | 93   |
| Дані за радянською методикою вимірювання бронепробиття. Слід мати на увазі, що в різний час і в різних країнах використовувалися різні методики визначення бронепробиття. Як наслідок, пряме порівняння з аналогічними даними інших гармат часто виявляється неможливим або некоректним. |      |      |      |

## Модифікації
- Д-54 — базовий варіант з одноплощинних стабілізатором «Веселка». Встановлювався в дослідний середній танк Об'єкт 141
- Д-54ТС — варіант з двоплощинним стабілізатором «Блискавка». Встановлювався в дослідні середні танки Об'єкт 139, Об'єкт 140 і Об'єкт 430. (На другому зразку Об'єкт 140, а також на дослідному танку Об'єкт 142, гармата забезпечувалася двоплощинним стабілізатором «Завірюха»)
- У-8ТС — варіант з двоплощинним стабілізатором «Комета». Встановлювався в дослідному середньому танку Об'єкт 165
- Д-60 — буксируваний варіант

## Виноски
1. ↑  3 — для Об'єкта 139; 3 — для Об'єкта 140; 2…3 — для Об'єкта 165; 5 — для Об'єкта 430; 5…25 — для установочної партії Т-62А.
2. ↑  Пробиття для підкаліберних снарядів вказано при дії на гомогенну сталеву броню на дальності 1000 м